# Кинопанорама (передача)
«Кинопанорама» — советская и российская телепередача о кино. Выходила на советском и впоследствии на российском телевидении с 1962 по 1995 и с 2000 по 2002 год. До начала 1970-х годов передача выходила в прямом эфире.

## История
В 1962 году коллегиально была придумана и запущена телепередача, рассказывающая о лучших отечественных и зарубежных фильмах. Первый выпуск «Кинопанорамы» вышел в эфир 21 октября 1962 года. В передаче был представлен новый фильм «Молодо-зелено» (показ фрагментов и интервью с постановщиком Константином Воиновым и актёром Юрием Никулиным). В рубрике «На съемочных площадках страны» были показаны съёмки фильма «Мой младший брат» и «Коллеги», курсовая работа студента ВГИКа Элема Климова «Жиних» и многое другое. Программу вёл Зиновий Гердт.
Телепередача носила обзорно-рекламный характер. Ведущий в студии представлял тот или иной фильм, рассказывал о его создателях, съёмках, особенностях производства и проката и так далее, затем демонстрировались отрывки из фильма. По сути, это была своеобразная презентация выходящих на советские экраны художественных фильмов.
Участниками популярной советской телепередачи становились заграничные звёзды, среди которых Джульетта Мазина, Анни Жирардо, Федерико Феллини.
В середине 1990-х годов, в связи с кризисом в кинематографе, актуальность программы пропала. В октябре 1995 года «Кинопанораму» вычеркнули из эфирной сетки. В 2000 году программа возобновилась на канале «Культура», но в 2002 году вновь была закрыта без объяснения причин со стороны руководства канала. Последний выпуск вышел 22 декабря 2002 года. Программу планировалось возобновить в эфире одного из центральных каналов, но идея так и не была воплощена.

## Заставка
Видеоряд заставки представлял собой разматывающиеся ленты киноплёнки, из которых на экране оставались отдельные кадры, плавно переходящие в обратно сматывающуюся киноплёнку.
Музыкальный ряд заставки — мелодия песни Патрисии Карли (фр. Patricia Carli) «Прости мне этот детский каприз» (фр. Pardonne-moi ce caprice d’enfant) в исполнении оркестра Поля Мориа. Песня получила известность благодаря исполнению Мирей Матье.

## Творческий коллектив (1962—1991)
Автор и режиссёр:
Ксения Маринина
Режиссёры:
Марина Пертегас
Операторы:
- Александр Фукс[15]
- Милан Терещенко
- Григорий Халфин
- Леонид Мирзоев
- Вадим Вязов
- Александр Шацкий и многие другие

Редакторы:
- Галина Скоробогатова[16]
- Наталья Приходько[17]
- Галина Лучай
- Ирена Лесневская[18]

Художник:
- Юрий Емелечкин
- Марат Ларин

## Ведущие
За 40 лет существования передачу вели 53 разных ведущих.
- 1962—1963 — Зиновий Гердт
- 1963—1966 — Анна Шилова, Олег Табаков, Андрей Донатов, Ия Саввина, Татьяна Лаврова, Григорий Чухрай, Григорий Александров[20]
- 1966—1972 — Алексей Каплер (последний эфир 24 августа 1972 года)
- 1972—1979 — Виктор Коршунов, Юрий Яковлев, Олег Ефремов, Ростислав Плятт, Рудольф Фурманов (1976—1979), Георгий Капралов (1976—1979)
- 1979—1985 — Эльдар Рязанов (1979—1985), Даль Орлов, Николай Губенко[3][21], Сергей Герасимов[22]
- 1989—1995[23] — Виктор Мережко[24][25]
- 1995 — Виталий Максимов[26]
- 2000—2002 — Павел Чухрай[27]

## Факты
- 22 января 1980 года для «Кинопанорамы» записали концерт Владимира Высоцкого. Съёмка состоялась глубокой ночью и продолжалась в течение трёх часов. Полностью выпустить запись в эфир не разрешили, фрагмент записи впервые был показан в эфире 25 декабря 1981 года[28], а целиком передача вышла только 23 января 1987 года[5][29].
- В 1982 году в новогодние праздники в эфир вышла юбилейная передача, посвящённая 20-летию программы. В студии были собраны многие предыдущие ведущие передачи. В программе прозвучали выступления артистов, пародии на «Кинопанораму»[30].

## Пародии
- Самой известной пародией на «Кинопанораму», разошедшейся на цитаты, стала пародия, показанная участниками телепередачи «Весёлые ребята». Помимо ведущего Эльдара Рязанова, которого пародировал участник программы Игорь Таращанский, были также показаны:
  - фильм о велогонщике Никодимыче, принимавшем участие в «многодневной междугородней велогонке» («О чём этот фильм? Да ни о чём!»);
  - грузинский фильм, снятый «творческим объединением семьи Боболадзе» «Сенокос» («Причём, знаете, этот тонкий ненавязчивый грузинский юмор… Фильм называется „Сенокос“, но практически никто этим в фильме не занимается»);
  - интервью с кинодеятелем Теофаном Ивановичем Удоленко-Надолицким и школьником одной из московских школ Михаилом Шептухой;
  - иностранный фильм о мафии «Шито и крыто».
- «Кинопанорама» упоминается в пародийном обзоре Михаила Задорнова «Спутник телезрителя».[31]
- На эстраде «Кинопанораму» пародировали Александр Ширвиндт и Михаил Державин[32], Геннадий Хазанов, Ян Арлазоров[33] и другие.

## Последователи
- «Тихий дом» (1991—2017, Санкт-Петербургское телевидение)
- «Магия кино» (2000—2013, «Культура»)[34]
- «Культ кино» (2001—2021, «Культура», c Кириллом Разлоговым)
- «Кино в деталях» (с 2004 года, СТС)